# Ламна Большая
Большая Ламна — село в Южском районе Ивановской области России, входит в состав Мугреево-Никольского сельского поселения.

## География
Село расположено в 21 км на северо-запад от центра поселения села Мугреево-Никольское и в 26 км на север от райцентра города Южа.

## История
По писцовым книгам Суздальского уезда 1628 года село Ламна значилось за братьями Иваном и Василием Матющкиными. В селе была ветхая церковь Сретения Господня и деревянная помещичья церковь Николая Чудотворца. В селе имелось два двора помещиковых, 8 дворов бобыльских и 2 пустых. В 1815-25 годах вместо сгоревших деревянных церквей построен был каменный храм. Престолов в этом храме было три: главный — в честь Сретения Господня, в трапезе теплой в честь Успения Пресвятой Богородицы и Святого Николая Чудотворца. Приход состоял из села Большой Ламны и деревень Хуторы и Пашкова. При церкве с 1894 года существовала церковно-приходская школа, учащихся в 1897 году было 10.
В конце XIX — начале XX века село входило в состав Груздевской волости Ковровского уезда Владимирской губернии. В 1859 году в селе числилось 37 дворов.
С 1929 года село входило в состав Груздевкого сельсовета Южского района, с 2009 года — в составе Мугреево-Никольского сельского поселения.

## Население
| 1859 | 1905 |
| ---- | ---- |
| 193  | 191  |

| 1859 | 1905 | 2010 |
| ---- | ---- | ---- |
| 193  | ↘191 | ↘6   |

## Достопримечательности
В селе сохранилась полуразрушенная колокольня церкви Сретения Господня